# 노후사
노후사는 대한민국 충청북도 영동군 영동읍에 있다. 1996년 4월 15일 영동군의 향토유적 제34호로 지정되었다.

## 개요
영동향교 내에 있는 사당으로 영동현령을 지낸 노흥의 위패를 모신 사당이다. 노흥은 1415년 영동 현령으로 부임하여 사재를 희사하여 향교를 관리하게 하고 유학진흥과 인재양성에 큰 업적을 남기었다.